# Parafia św. Augustyna w Bratoszewicach
Parafia pw. Świętego Augustyna w Bratoszewicach – parafia rzymskokatolicka znajdująca się w archidiecezji łódzkiej w dekanacie strykowskim. Mieści się przy placu Staszica w Bratoszewicach. Parafię prowadzą księża diecezjalni.